# Complejo funerario de Sejemjet

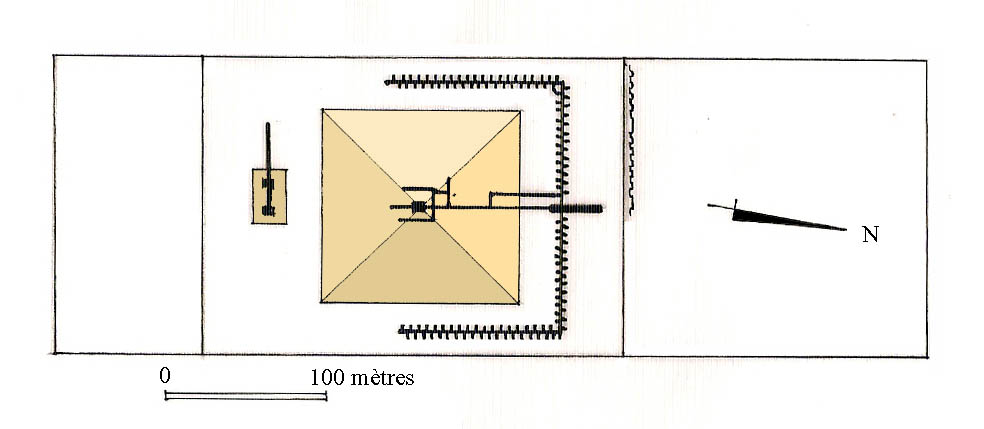
Plano del complejo de Sejemjet.

El complejo funerario de Sejemjet es un conjunto de monumentos funerarios que datan del antiguo Egipto. Se sitúa al sudoeste de los complejos funerarios de Unis y el de Zoser.
Aunque su construcción nunca fue finalizada se pueden reconocer un recinto rectangular que originalmente se debió diseñar como el de Zoser pero que nunca fue finalizado, así como los vestigios de una pirámide cuya arquitectura es característica de las pirámides escalonadas.
Se identificó en 1951 y fue poco a poco excavada por Zakaria Goneim. Tras la prematura desaparición del egiptólogo, las excavaciones fueron continuadas y completadas por Jean-Philippe Lauer en 1963.

## El complejo funerario
El recinto, orientado en dirección norte-sur forma un gran rectángulo de quinientos cincuenta metros de largo por casi doscientos de ancho.
Reducido al estado de ruinas, el complejo parece haber sido rediseñado durante la edificación, lo que vuelve difícil el entendimiento de en qué orden se realizaron las diferentes modificaciones.
De hecho, las excavaciones revelaron dos muros, el primero enmarcando de cerca la pirámide y el segundo más oblongo, similar al muro del complejo de Zoser. Esto señala un cambio en el plano mismo del complejo. Le da al plano un aspecto más conforme al modelo, ubicando la pirámide de forma descentrada en relación con el centro del área sagrada, de la misma forma que Imhotep concibió la de su soberano más hacia el norte. La parte norte del primer recinto se conserva sobre sus primeros cimientos y reproduce de manera análoga las puertas dobles selladas indicando que la verdadera y única entrada al complejo debía encontrarse en otro sitio. Aparejado sobre cimientos regulares de calcáreos finos, este muro tiene muchas semejanzas con el del recinto de Zoser excepto por su plano y sus proporciones. Este muro utiliza además bloques más grandes de cincuenta centímetros de altura mientras que los del recinto de Zoser tenían solo veinticinco centímetros.
Varias inscripciones de jeroglíficos en tinta roja fueron hallados en bloques del recinto norte bordeando la pirámide. Estas inscripciones tenían grabadas el nombre de Imhotep. Si bien es la única mención al famosos arquitecto, no es improbable que este último haya sido el responsable de concebir el complejo funerario. La pirámide de Sejemjet es una de las raras pirámides en conservar vestigios de una rampa de construcción. Esta rampa está compuesta de pedregullo mezclado con tierra arcillosa. Su altura sobrepasa por dos metros los vestigios actuales de la pirámide, lo que implica que la sepultura debía encontrarse a mayor altura cuando la obra se detuvo.
El acceso a la galería principal que se adentra en la meseta rocosa se encuentra al fondo de una excavación situada a tan solo unos metros del muro norte. Comunicaba las habitaciones funerarias de Sejemjet a través de una bajada de ochenta metros de largo y un desnivel de treinta metros.
Al sur, todavía dentro del mismo recinto, se construyó un segundo dispositivo subterráneo al cual se le llama « Tumba Sur» por analogía con el Complejo funerario de Zoser que también posee uno. Accesible desde el oeste, una corta galería atraviesa una primera recámara llevando hacia una habitación que nunca fue finalizada excavada bajo la meseta rocosa. Esta contenía un sarcófago en madera en el cual se encontraban los restos de un niño muerto a la edad de dos años. Dos vasijas de piedra así como varias joyas, todos datados en la época de la tercera dinastía fueron descubiertos a sus costados. No es posible que se trate de
los restos del soberano debido a que este reinó seis años. Estas «tumbas» secundarias son interpretadas de formas muy variadas, pero su rol parece estar íntimamente ligado al de la pirámide. En el complejo de Sejemjet la proximidad de dos elementos y su disposición parecen prefigurar las pequeñas pirámides satélite de los complejos egipcios clásicos que serán construidos posteriormente.
El estado inacabado de las obras del complejo sumado a los saqueos vuelven difícil el reconocimiento de cualquier otra estructura o de cualquier interpretación del proyecto final. La interpretación admitida clásicamente de una extensión del recinto enmarcando un proyecto piramidal aún incierto y de modesta proporción, así bien como la teoría opuesta de una reducción del complejo funerario pueden ser ciertas. La finalización del recinto interior pareciera militar en favor de la última teoría ya que en el caso de una extensión del complejo el muro exterior perdería su utilidad principal, por lo que su construcción debería haberse detenido antes.
El recinto exterior en cambio se encuentra a penas fundado y parece haber sido olvidado y abandonado a las arenas del Saqqarah.
El área que ocupa es vasta y todavía no ha sido el objeto de nuevas campañas de exploración que permitan completar las exploraciones iniciadas hace más de medio siglo.

## La pirámide
La pirámide está concebida sobre un plano cuadrado de ciento veinticinco metros de lado, lo que habría conllevado una altura aproximada de setenta metros una vez completada. Habría tenido una inclinación de siete grados, uno de más que la pirámide de Zoser.
Hoy en día quedan tan solo los primeros cimientos compuestos por enormes bloques de roca calcárea local. Estos se encontraban dispuestos en ranuras sucesivas, diseño arquitectónico utilizado en la primera pirámide de Saqqarah.
Durante las excavaciones de mediados del siglo XX, los arqueólogos desenterraron el primer nivel de la pirámide, el cual desde entonces volvió a sepultarse bajo las arenas. Este descubrimiento confirma que la construcción de la pirámide se había iniciado antes del detenimiento total de las obras del complejo, sin embargo no se puede afirmar qué tan avanzado llegó a estar el proyecto. La piedra utilizada en la pirámide representa el material preferido por los constructores de toda la Antigüedad.

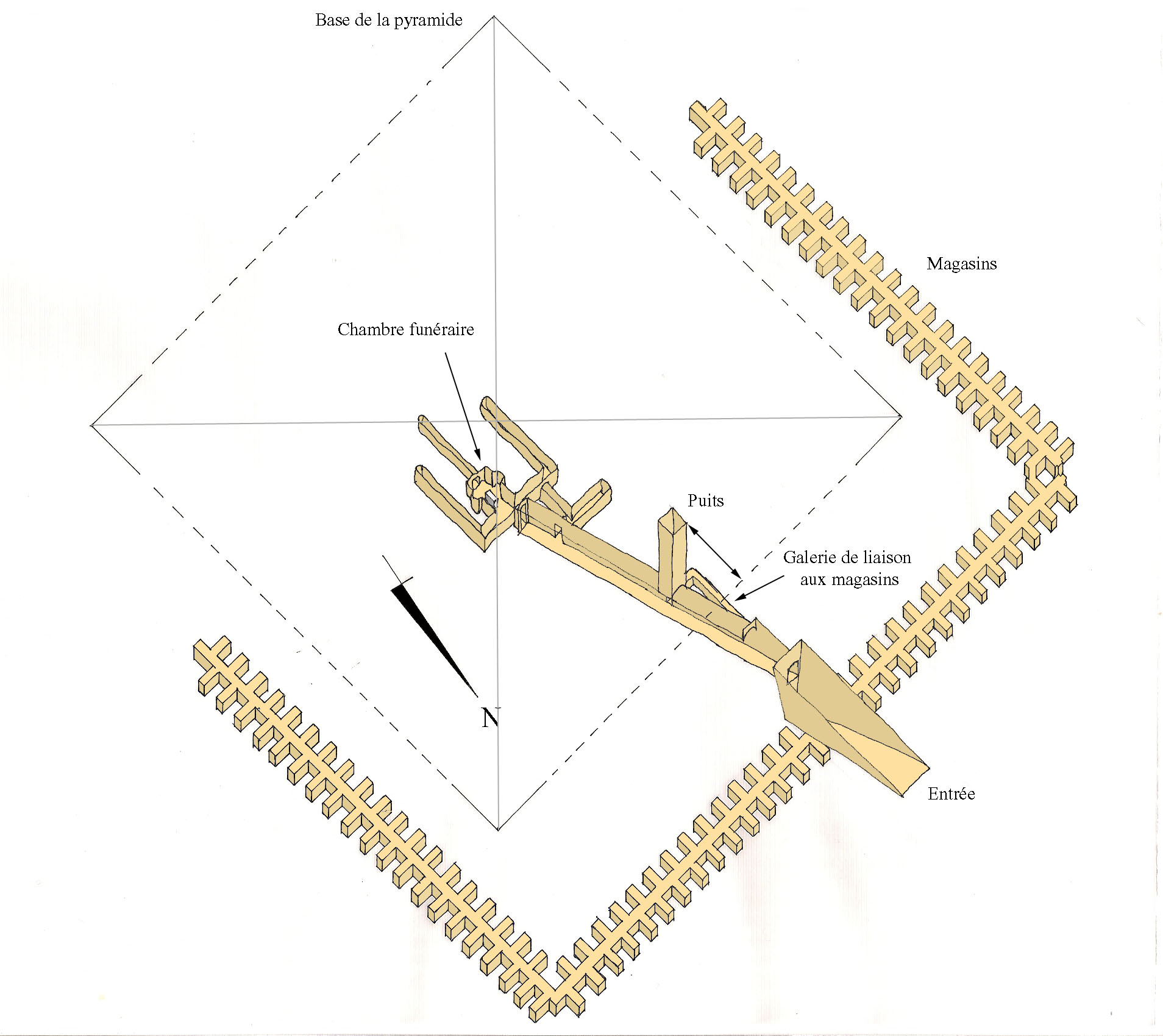
Vista axonométrica de las estructuras del complejo de Sejemjet.

la cámara funeraria de Sejemjet se encuentra unos treinta metros a plomo y bajo el centro de la pirámide. Se accedía por una galería recta que se sume bajo la roca desde la excavación llevada a cabo en la parte norte de la pirámide no muy lejos del muro del complejo.
A medio recorrido, una galería anexa se desviaba hacia el oeste y formando un codo que partía hacia el norte daba acceso a dos grandes galerías dispuestas en «U» en las cuales se distribuían ciento treinta y dos pequeñas habitaciones cavados hacia los dos lados de estos grandes corredores obscuros y dispuestos de manera que ninguno se encontrara frente a frente. Esta impresionante galería de más de trescientos veinte metros de largo fue excavada a más de diez metros de profundidad.
Un pozo fue construido hasta la superficie probablemente con el fin de evacuar más fácilmente los desperdicios durante las obras, facilitando al mismo tiempo la evacuación de otros desechos provenientes de la galería principal situada más lejos y a mayor profundidad. Este pozo debía además mejorar la ventilación en las zonas de construcción subterráneas. Fue precisamente explorando este pozo que se pudieron encontrar los restos de un entierro que data de la tercera dinastía. Jarrones de diorita y alabastro, una serie de brazaletes de oro así como un admirable recipiente de oro trabajado en forma de concha con una tapa desmontable demostraron que sin dudas había habido una inhumación en esa pirámide. En cambio, el descubrimiento simultáneo en el mismo lugar de varios papiros en demótico anunciaban que la sepultura había sido perturbada en la época tardía.
La cámara funeraria se encuentra al centro de una serie de corredores formando el plano de un tridente apuntando hacia el sur. Su construcción nunca se finalizó, pero contenía incluso en su descubrimiento por los arqueólogos el sarcófago de Sejemjet intacto, sellado.
Sepultado en un hermoso bloque de alabastro, la tumba monolítica contenía un sistema de cierre inédito constituido por una guía vertical sobre uno de sus lados estrechos.
Por encima de este poco común sarcófago, el cual es el único de la tercera dinastía encontrado en su ubicación original, se podían ver todavía algunas ofrendas florales colocadas miles de años atrás.
Este descubrimiento sumado al de la serie de brazaletes de oro encontrados poco antes en el pozo hicieron furor en la prensa de la época. Ningún sarcófago real del Antiguo Imperio había sido descubierto hasta entonces sin haber sido violado. Una actividad febril se desarrolló alrededor de la pirámide de Sejemjet, haciéndose presente incluso el nuevo presidente de Egipto, Gamal Abdel Nasser y sus seguidores, para ser los primeros en presenciar el increíble descubrimiento.
Se desplegó una tienda en el desierto con el fin de recibir todo el conjunto de periodistas e invitados venidos de todas partes del mundo para observar el espectáculo de la resurrección de un desconocido soberano del cual nadie sabía nada. Se trataba de la primera tumba real descubierta que todavía estaba sellada y de la cual el sarcófago parecía intacto desde el famoso descubrimiento de la tumba de Tutankamón en 1922.
Sin embargo, cuando los egiptólogos abrieron el sarcófago, este se encontraba vacío, lo que provocó gran desilusión e hizo surgir el misterio de la tumba de Sejemjet. Aunque la decepción fue notoria entre la asistencia, el descubrimiento de Goneim ponía en evidencia un soberano de la tercera dinastía cuya existencia era dudosa hasta entonces, ya que solo se lo mencionaba en unas pocas inscripciones descubiertas en el Sinaí a comienzos del siglo XX.